# Русаков, Григорий Константинович
Григо́рий Константи́нович Русако́в (март 1899, Кривое озеро, Подольская губерния — ?, ?) — советский юрист. Ректор Иркутского университета (1931—1935), Пермского университета (1935—1937) и Саратовского университета (1938—1941).

## Биография
Григорий Константинович Русаков родился в местечке Кривое озеро Одесской губернии в небогатой еврейской семье. Его отец служил приказчиком и умер, когда Григорию было три года. Учился в частном еврейском коммерческом училище в ближайшем городе Балта.
В 1917 г. вступил в Союз социалистической молодежи, который позднее в полном составе вступил в Красную армию. В 1918 г. был в партизанском отряде, участвовал в боях с войсками Деникина, сражался на Польском фронте, позже был назначен комиссаром карательного отряда по борьбе с бандитизмом, затем военным следователем реввоентрибунала 51-й дивизии, которой командовал В. К. Блюхер.
В большевистскую партию Григорий Константинович вступил на фронте в 1920 г. Работал в Военном трибунале Харьковского округа, в коллегии Военного трибунала 9-й кавалерийской (Крымской) дивизии, в коллегии Военного трибунала в Одессе. После расформирования коллегии был военным судьей, затем помощником окружного прокурора и заместителем председателя суда.
В связи с образованием ряда областей в 1928 г. Г. К. Русаков был направлен заместителем областного прокурора в Центрально-Чернозёмную область, в г. Воронеж, с 1930 г. он — помощник прокурора Саратовского краевого суда.

### Работа вИркутском университете
В 1931 г. Г. К. приезжает в Иркутск, где был назначен заместителем краевого прокурора. В этом же году после возобновления работы Иркутского университета, который стал называться Восточно-Сибирским, крайком партии поручил Г. К. Русакову ректорскую должность, в которой он был до 1935 г.
За этот период в восстанавливающемся университете были открыты 3 отделения: химическое, почвенно-географическое и физическое, введен лекционный метод занятий, восстановлена факультетская система обучения. Был проведен набор на 4 факультета: физико-математический, биологический, химический, геолого-почвенно-географический, где преподавали известные профессора: А. В. Львов, А. Г. Франк-Каменецкий, В. Ч. Дорогостайский, М. М. Кожов, И. А. Парфианович, В. В. Васильев.
При Г. К. Русакове активизировали свою деятельность партийная организация, комсомол и профсоюз университета.
Г. К. Русаков сам преподавал на юридическом факультете университета.

### Работа вПермском университете
В 1935 г., будучи назначенным на должность ректора Пермского университета, Г. К. Русаков переезжает из Иркутска в Пермь.
С 10 мая 1935 года в соответствии с приказом по Наркомпросу РСФСР от 3 мая 1935., № 364, он приступил к исполнению обязанностей директора Пермского университета (приказ по ПГУ от 10.05.1935.).
Г. К. Русаков начал активно руководить коллективом университета. Уже через несколько месяцев в газете «Звезда» появляется большая статья о подготовке к новому учебному году. На Григория Константиновича в годы его управления университетом, легла ответственность проведения праздника по случаю 20-летия Пермского университета. В те дни на его имя поступило свыше 200 приветственных телеграмм и писем от академиков, профессоров университетов, обкомов КПСС и ВЛКСМ, общественных организаций.
Г. К. Русаковым была проведена значительная работа по организации учебного процесса, решению кадровых вопросов, созданию материально-технической базы университета в 1935—1936 учебном году.
Особенно плодотворно Г. К. Русаковым решались кадровые вопросы: университет, выходя из кризиса начала 1930-х, обзаводился талантливыми учёными, руководителями, занявшими ключевые места в его структуре и давшими значительные научные результаты.

В эти годы в университет пришло немало опытных преподавателей: профессора В. Н. Николаев, С. Н. Лаптев, Б. А. Викберг, А. В. Власенко, А. В. Красовский, Н. П. Герасимов, Б. И. Зубарев, А. А. Зубков, Е. М. Воронцов, доктор технических наук Н. П. Неронов и опытные доценты Н. А. Игнатьев, В. Ф. Усть-Качкинцев, А. Н. Пономарёв, П. Е. Степанов, А. А. Темляков, А. Н. Чибисов, И. В. Цыганков, К. С. Бочкарёв, И. И. Башлыков, Б. А. Гаврусевич, А. А. Ушаков, Д. М. Пинхенсон, Ю. М. Абрамович.

Но уже в мае 1937 г. ему объявляется выговор.
В сентябре 1937 года он освобождается от должности ректора и исключается из партии за «пособничество и прямую связь с врагами народа…».

##### Исключение из партии и восстановление
Бюро городского комитета ВКП(б) рассмотрело апелляцию Г. К. Русакова 17 сентября 1937. и утвердило решение Кагановичского райкома об исключении его из партии, за уличение в подборе кадров, работая в Иркутске. Но Русаков на этом не успокоился и подал апелляцию в Комитет партийного контроля при ЦК ВКП (б), который своим решением в апреле 1938 восстановил его в партии. 10 июня 1938 года Г. К. Русаков уехал из Перми в Саратов.

### Работа вСаратовском университете
С 29 апреля 1938 по 24 марта 1941 года — ректор Саратовского университета.

С 1 сентября 1938 г. по 1 февраля 1939 — доцент, и. о. завкафедрой истории ВКП(б) и ленинизма Саратовского университета.

## Основные труды
Г. К. Русаковым написано около 60 статей, в основном публицистического характера и разнообразных отчетов.
1932
1. Год работы Восточносибирского госуниверситета // Тр. / Вост.-Сиб. гос. ун-т. М. ; Иркутск, 1932. С. 5-15 : фото.
2. Труды Восточно-Сибирского государственного университета. М., Иркутск: ОГИЗ, 1932. № 1. 152 с.: фото. Отв. ред.

1933
1. Наш университет // Будущая Сибирь. 1933. № 1. С. 89-92.

1934
1. Труды Восточно-Сибирского государственного университета им. А. А. Жданова. Иркутск: Вост.-Сиб. краевое изд-во, 1934. № 2. 8 с. Отв. ред.

1936
1. Ученые записки Пермского государственного университета им. М. Горького. Пермь : Свердполиграфтрест, 1936. Т. 2, вып. 1. 225 с.: табл. Отв. ред.
2. Ученые записки Пермского государственного университета им. М. Горького. Пермь : Свердполиграфтрест, 1936. Т. 2, вып. 2. 104 с.: рис. Отв. ред.
3. Ученые записки Пермского государственного университета им. М. Горького. Пермь : Свердполиграфтрест, 1936. Т. 2, вып. 3 : Юбилейный выпуск: XX лет Пермского государственного университета имени М. Горького. 309 с. Отв. ред.

1937
1. Ученые записки Пермского государственного университета им. М. Горького. Пермь : Свердполиграфтрест, 1937. Ч. 1: К XVII сессии Международного геологического конгресса. 166 с.: табл. Отв. ред.